# Jane Grier
Jane Grier, auch bekannt als Miss G. (* 1856 in Longford, Irland; † 13. September 1902 in Dresden), war eine irische Gouvernante und Textilkünstlerin. Bekannt wurde sie durch ein farbig besticktes Taschentuch, das sie in einer psychiatrischen Anstalt gefertigt hatte und das zur Art brut gezählt wird.

## Leben
Jane Grier wurde 1856 in Longford geboren. Lange war über sie nichts bekannt; einzig ihr Werk, das „Taschentuch“, wurde in der Sammlung Prinzhorn aufgeführt. Auf ihm zu lesen ist die Signatur „Miss G.“, und so wurde es unter diesem Namen geführt. Erst Anfang der 2020er-Jahre konnte durch Forschungen ermittelt werden, dass sich hinter diesem Pseudonym die Irin Jane Grier verbirgt. Grier lebte mit ihrer Mutter und ihrer Schwester im Dresdener Hotel Zu den Vier Jahreszeiten; der Vater war als Marinearzt nach Australien ausgewandert. Jane Grier reiste vor ihrer Einweisung in die Anstalt viel. Sie besuchte von 1878 bis 1879 das Konservatorium Dresden und studierte dort bei Emil Robert Höpner Klavier. Danach lebte sie als Gouvernante und Gesellschafterin in Dresden.
Ab August 1892 fühlte sich Jane Grier beobachtet. Sie kleidete sich ungewöhnlich, war erregt, benahm sich auffällig und „moralisch anstößig“. Daraufhin wurde sie von ihrer Familie in die „Königlich Sächsische Heil- und Verpflegungsanstalt Sonnenstein“  gegeben. Dort war sie von Oktober 1892 bis Mai 1893 untergebracht. Laut ihrer Krankenakte drängte sie sich dort in erotischer Weise Ärzten auf und entblößte sich. Besonders schwärmte sie für den Arzt Willführ, für den sie auch das Taschentuch bestickte.
Jane Grier wurde am 23. Mai 1893 aus der Anstalt entlassen. Auf die Nachfrage des Hotelbesitzers, ob sie wieder im Hotel wohnen könne, antwortete die Anstalt, dass sie „geisteskrank, aber nicht gemeingefährlich“ sei, jedoch „zu Reinlichkeit, Ordnung und Anstand angehalten und von Herren zurückgehalten werden“ müsse. Daraufhin kam sie ins Städtische Versorgungshaus Dresden. In Folge war sie vermutlich nochmals um 1897 in der Heil- und Pflegeanstalt Pirna-Sonnenstein. 1902 starb sie in Dresden 46-jährig im Städtischen Siechenhaus an der Löbtauer Straße.

## Werk

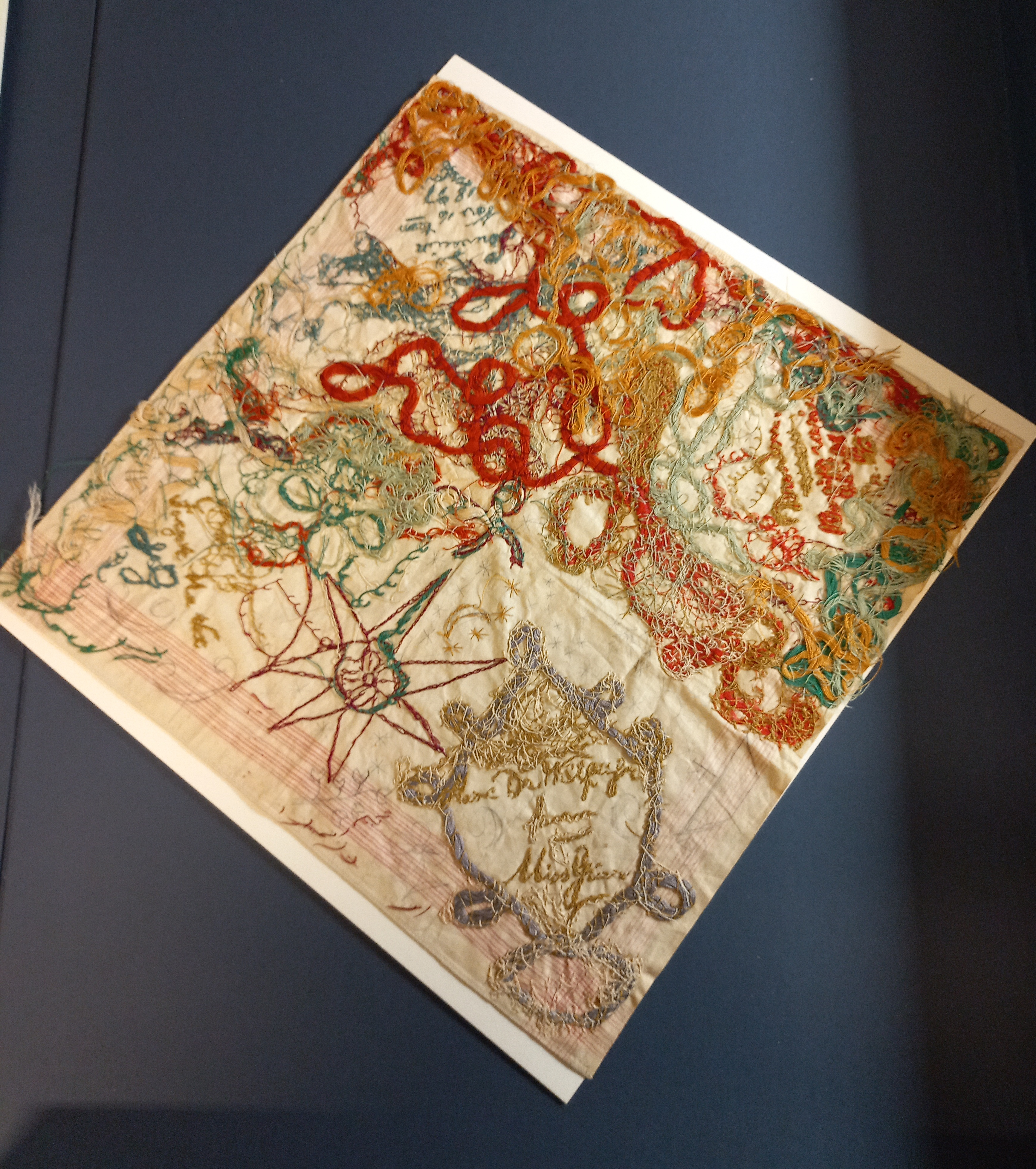
Taschentuch von Jane Grier, Signatur unten rechts

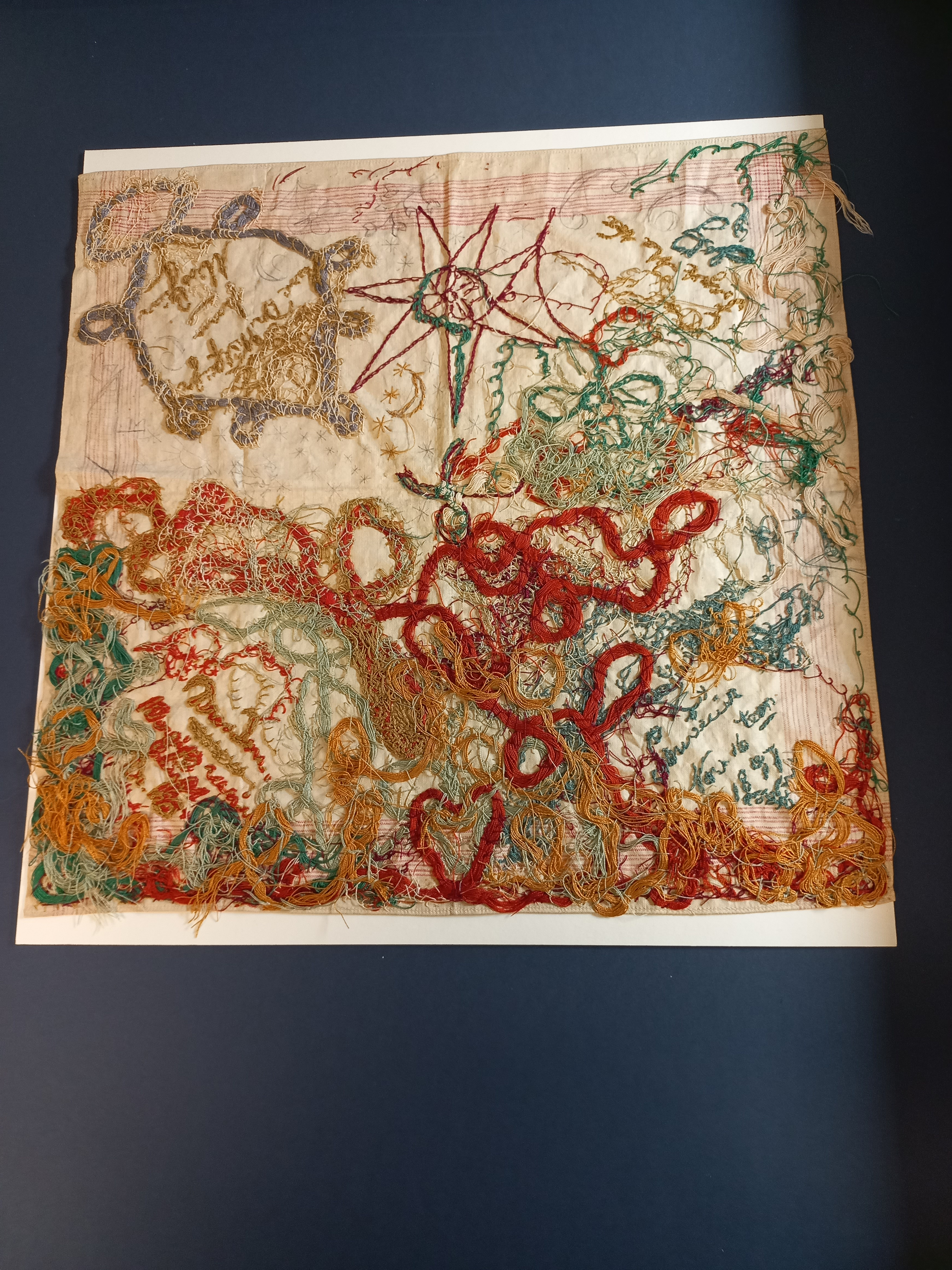
Dasselbe Taschentuch, Datierung „Nov. 16 1897“ unten rechts

In der Anstalt begann Grier zu sticken. Sie benutzte ein Taschentuch als Grundlage und startete mit einer Vorzeichnung, die sie mit Bleistift ausführte. In ihrer Stickerei bittet sie den Arzt Willführ, sie nicht zu vergessen: „Vergiß mein nicht – Forget me not“. Willführ arbeitete zu dieser Zeit als Hilfsarzt in der Dresdner Irrenanstalt; ob er auch für Jane Grier zuständig war, lässt sich nicht belegen. Neben einem aus einem dicken roten Fadenbündel geformten Herz lässt sich entziffern „Souvenir tears Nov. 16 1897“. Somit entstand das Taschentuch am 16. November 1897.
Das Taschentuch soll zu einem Gedenktuch mit „Tränen der Erinnerung“ werden. Was zunächst als sorgfältige Stickerei begonnen hatte, artete aus. Das Taschentuch wurde mit Fadenbündeln und -knäueln überwuchert und mit Garnschlingen aus roten, grünen und ockerfarbenen Garnen zu einem „Dickicht der Erinnerung“. Die Garnfäden werden zunehmend nicht mehr einzeln verarbeitet, sondern als Bündel überschwänglich-verschwenderisch aufgenäht. Zarte Blüten und zwei Segelschiffe, die als Vorstudien in Bleistift auf den rot eingewebten Randlinien durchschimmern, werden von überbordenden Schlingornamenten und Bündelwellen bedrängt und blieben unvollendet. Zahlreiche kleine Sterne bleiben unbearbeitet, während die Mondsichel des Firmaments ockergolden fertig gestickt ist. Die Ausgestaltung und Ausführung erscheint zunehmend leidenschaftlich und fordernd: „Forget me not“.
Emil Kraepelin nahm 1913 das Taschentuch in die 8. überarbeitete Auflage seines Psychiatrie-Lehrbuchs auf. Es sei ein „Beispiel für die eigenartigen Kunstwerke“ der an Dementia praecox Erkrankten. Mit dem Werk wollte er den „Verlust des Geschmacks in schreienden Farbenzusammenstellungen und absonderlichen Formen“ belegen. Nach Heidelberg gelangte das Taschentuch über Georg Ilberg, der bis 1893 Kraepelins Assistent in Heidelberg war und danach bis 1902 Oberarzt in Pirna-Sonnenstein. Ilberg muss es zwischen 1897 und 1902 an Kraepelin nach Heidelberg geschickt haben. Kraepelin ließ es, wie auch andere Stücke seiner Sammlung, in Heidelberg, wo er von 1891 bis 1903 die Universitätsklinik geleitet hatte, zurück, als er einem Ruf nach München als Direktor der Universitäts-Nervenklinik folgte. Hans Prinzhorn übernahm diesen Grundstock in seine Sammlung.
Der heutige Direktor der Sammlung, Thomas Röske, beschrieb diese Arbeit der „Miss G.“ als zunächst von Kartuschen mit verbalen Botschaften gekennzeichnet. Er griff Gisela Steinlechners Deutung auf, wonach das im Resultat ungleichmäßige Erscheinungsbild „Ergebnis eines plötzlichen Ausbruchs von Widerstandsenergie“ sei. Neben diese Interpretation stellte er eine Sichtweise, wonach ein „Wunsch nach Steigerung der Zier“ Oberhand gewonnen, das Ornament die „anfängliche Struktur und Absicht“ ausgestochen haben könnte.

## Ausstellungen (Auswahl)
- 1996/1997: Beyond Reason. Art and Psychosis. Hayward Gallery, London[9]
- 2004–2006: Irre ist weiblich. Wanderausstellung: Sammlung Prinzhorn Heidelberg 2004, Altonaer Museum Hamburg 2005,  Kunstmuseum des Schweizer Kantons Thurgau in der Kartause Ittingen in Warth 2005,[10] Muzeum Sztuki w Łodzi (Kunstmuseum Lódz) 2005/2006
- Vergissmeinnicht. Einblicke ins Anstaltsleben um 1900. Sammlung Prinzhorn, Heidelberg, 8. Juli – 31. Oktober 2010
- Von Kirchner bis heute. Künstler reagieren auf die Sammlung Prinzhorn. 7. Mai – 14. August 2011[11]
- Taschentücher: „Trost und Tränen im Quadrat“. Museum Herxheim, 30. Mai – 26. September 2021[12][13]
- Raum der Zeichnung. Port25 – Raum für Gegenwartskunst Mannheim, 3. September – 6. November 2022[14][15]